# Alphonsea hortensis
Alphonsea hortensis H.Huber – gatunek rośliny z rodziny flaszowcowatych (Annonaceae Juss.). Występuje endemicznie w południowo-zachodniej części Sri Lanki. 

## Morfologia
PokrójZimozielone drzewo dorastające do 20 m wysokości. Młode pędy są owłosione.
LiścieMają kształt od owalnego do owalnie eliptycznego. Mierzą 7–11 cm długości oraz 3–4 cm szerokości. Nasada liścia jest rozwarta. Wierzchołek jest długo spiczasty.
KwiatySą zebrane w pęczkach. Rozwijają się w kątach pędów. Płatki są rozwarte i omszone. Kwiaty mają około 42–50 pręcików i 4–6 słupków.
OwocePojedyncze lub złożone z 2–5 owoców. Mają kształt od jajowatego do prawie kulistego. Osiągają 30 mm długości. Mają barwę od żółtej do pomarańczowej.